# Военен журнал
„Военен журнал“ е първото военнотеоретично списание в България. Излиза от 1888 до 1947 година, с прекъсвания през 1913 и 1916 – 1919 година.
През 1992 година списанието „Военна мисъл“ променя името и така се възстановява името „Военен журнал“.